# Mantidactylus lugubris
Mantidactylus lugubris is een kikker uit de familie gouden kikkers (Mantellidae). De soort komt endemisch voor op het Afrikaanse eiland Madagaskar.
De wetenschappelijke naam van de soort werd in 1853 voor het eerst geldig gepubliceerd door André Marie Constant Duméril als Polypedates lugubris.

## Uiterlijke kenmerken
De kikker bereikt een totale lichaamslengte van 30 tot 45 millimeter. De donkergekleurde huid is aan de bovenzijde relatief glad en bedekt met tuberkels en olijfgroene vlekken. De vingers en tenen hebben goed ontwikkelde zuigschijven, tussen de vingers ontbreken de zwemvliezen.
Deze kikkersoort wordt vaak verward met M. cowanii, waar hij sterk op lijkt. Deze zeldzame kikker heeft echter een gladdere huid. Het is niet uitgesloten dat het een synoniem betreft.

## Gedrag en leefwijze
Mantidactylus lugubris wordt meestal aangetroffen op rotsen en stenen langs stromend water. De mannetjes laten 's nachts hun snel pulserende roep horen vanaf hun rots of vanuit een boom langs het water.

## Verspreiding en habitat
Mantidactylus lugubris is endemisch in Madagaskar en is aangetroffen tot een hoogte van 1500 meter boven zeeniveau in het zuiden van het eiland, waaronder Vohidrazana en de nationale parken Andasibe Mantadia en Ranomafana. Er is ook een enkel exemplaar aangetroffen in het Nationaal park Isalo, in het centrale zuiden van Madagaskar. Zijn habitat bestaat uit (sub)tropische regenwouden, savannes, graslanden en gedegradeerde wouden.

### Status
De soort is als 'niet bedreigd' (Least Concern) opgenomen op de Rode Lijst van de IUCN, omdat hij veelvuldig voorkomt in een grote verscheidenheid aan habitats in een groot verspreidingsgebied, inclusief een aantal nationale parken. Waarschijnlijk vormt ontbossing de enige bedreiging voor deze soort.